# Affaire Raymond-Marie Lavoie
Pour un article plus général, voir Abus sexuels sur mineurs dans l'Église catholique au Canada.
L'affaire Raymond-Marie Lavoie est une affaire judiciaire mettant en cause le prêtre Raymond-Marie Lavoie, membre de la Congrégation du Très Saint Rédempteur. Il a agressé sexuellement 13 enfants au sein ancien Séminaire Saint-Alphonse de Sainte-Anne-de-Beaupré au Canada. Il est condamné à cinq ans de prison en novembre 2012.

## Historique
Raymond-Marie Lavoie est un prêtre membre de la Congrégation du Très Saint Rédempteur. Il a enseigné au sein du Séminaire Saint-Alphonse, école privée dirigée par les Rédemptoristes à Sainte-Anne-de-Beaupré. La nouvelle dénomination de l'institution est collège Saint-Alphonse, elle est implantée à Saint-Tite-des-Caps.
En 1968, le supérieur de la congrégation adresse une lettre au psychiatre qui suit Raymond-Marie Lavoie pour évoquer le comportement du prêtre. Selon des témoignages, celui-ci rencontrait des « femmes de la chorale dans des hôtels, dansait avec elles à l'occasion et se permettait des sorties à l'extérieur ». Cette situation posait problème au sein des couples concernés.
En décembre 2009, Raymond-Marie Lavoie est arrêté pour des agressions sexuelles sur quatre enfants. À la suite de ces premières accusations, d'autres plaintes se greffent à l'encontre du prêtre Lavoie mais aussi pour Jean-Claude Bergeron.
En octobre 2012, il est jugé pour des agressions sexuelles commises de 1973 à 1985, alors qu'il est surveillant de dortoir de l'ancien Séminaire Saint-Alphonse de Sainte-Anne-de-Beaupré, il y agresse sexuellement 13 garçons âgés de 12 à 16 ans. Il plaide coupable pour ces crimes. Raymond-Marie Lavoie est condamné à 3 ans de prison alors que la Couronne réclamait 8 ans.
En novembre 2012, Raymond-Marie Lavoie est condamné à 5 ans de prison dans le procès en appel. En mars 2014, une semi-liberté est décidée pour le prêtre pédophile. Il réside alors dans une maison de transition spécialisée dans la délinquance sexuelle.